# Joensuu Wolves 2011
Questa voce raccoglie le informazioni riguardanti gli Joensuu Wolves nelle competizioni ufficiali della stagione 2011.

## Maschile

### II-divisioona 2011

#### Stagione regolare
| Mikkeli 21 maggio 2011, ore 15:00 2ª giornata | Mikkeli Bouncers | 26 – 48 | Joensuu Wolves | Lähemäen nurmikenttä |

| Hyvinkää 4 giugno 2011, ore 14:00 3ª giornata | Hyvinkää Falcons | 52 – 0 | Joensuu Wolves | Perttulan kenttä |

| Tampere 12 giugno 2011, ore 16:00 4ª giornata | Tampere Saints | 17 – 8 | Joensuu Wolves | Pyynikin urheilukenttä |

| Joensuu 18 giugno 2011, ore 13:00 5ª giornata | Joensuu Wolves | 16 – 26 | Jyväskylä Pirates | Utran tekonurmi |

| Joensuu 3 luglio 2011, ore 10:00 6ª giornata | Joensuu Wolves | 14 – 8 | Hyvinkää Falcons | Utran tekonurmi |

| Joensuu 9 luglio 2011, ore 13:00 7ª giornata | Joensuu Wolves | 34 – 0 | Mikkeli Bouncers | Utran tekonurmi |

| Jyväskylä 19 luglio 2011, ore 18:30 8ª giornata | Jyväskylä Pirates | 18 – 0 | Joensuu Wolves | Palokan keinonurmi |

| Joensuu 23 luglio 2011, ore 13:00 9ª giornata | Joensuu Wolves | 28 – 14 | Tampere Saints | Utran tekonurmi |

### Statistiche di squadra
| Competizione      | %Vittorie | In casa | In casa | In casa | In casa | In casa | In casa | In trasferta | In trasferta | In trasferta | In trasferta | In trasferta | In trasferta | Totale | Totale | Totale | Totale | Totale | Totale |
| Competizione      | %Vittorie | G       | V       | N       | P       | Pf      | Ps      | G            | V            | N            | P            | Pf           | Ps           | G      | V      | N      | P      | Pf     | Ps     |
| ----------------- | --------- | ------- | ------- | ------- | ------- | ------- | ------- | ------------ | ------------ | ------------ | ------------ | ------------ | ------------ | ------ | ------ | ------ | ------ | ------ | ------ |
| Stagione regolare | .500      | 4       | 3       | 0       | 1       | 92      | 48      | 4            | 1            | 0            | 3            | 56           | 113          | 8      | 4      | 0      | 4      | 148    | 161    |
| Totale            | .500      | 4       | 3       | 0       | 1       | 92      | 48      | 4            | 1            | 0            | 3            | 56           | 113          | 8      | 4      | 0      | 4      | 148    | 161    |

## Femminile

### Naisten Vaahteraliiga 2011

#### Stagione regolare
| Joensuu 22 maggio 2011, ore 13:30 1ª giornata | Joensuu Wolves | 0 – 72 | Helsinki Roosters | Joensuun Koillispuisto |

| Joensuu 11 giugno 2011, ore 13:30 3ª giornata | Joensuu Wolves | 0 – 48 | Helsinki Lady Demons | Joensuun Koillispuisto |

| Nokia 19 giugno 2011, ore 14:00 4ª giornata | Nokia Ghosthunters | 39 – 0 | Joensuu Wolves | Keskusurheilukenttä |

| Oulu 3 luglio 2011, ore 14:00 5ª giornata | Oulu Northern Lights | 34 – 6 | Joensuu Wolves | Castrenin urheilukeskus |

| Seinäjoki 9 luglio 2011, ore 16:00 6ª giornata | Seinäjoki Crocodiles | 36 – 0 | Joensuu Wolves | Jouppilanvuoren tekonurmi |

| Joensuu 16 luglio 2011, ore 10:00 7ª giornata | Joensuu Wolves | 0 – 14 | Jyväskylä Jaguars | Utran tekonurmi |

### Statistiche di squadra
| Competizione      | %Vittorie | In casa | In casa | In casa | In casa | In casa | In casa | In trasferta | In trasferta | In trasferta | In trasferta | In trasferta | In trasferta | Totale | Totale | Totale | Totale | Totale | Totale |
| Competizione      | %Vittorie | G       | V       | N       | P       | Pf      | Ps      | G            | V            | N            | P            | Pf           | Ps           | G      | V      | N      | P      | Pf     | Ps     |
| ----------------- | --------- | ------- | ------- | ------- | ------- | ------- | ------- | ------------ | ------------ | ------------ | ------------ | ------------ | ------------ | ------ | ------ | ------ | ------ | ------ | ------ |
| Stagione regolare | .000      | 3       | 0       | 0       | 3       | 0       | 134     | 3            | 0            | 0            | 3            | 6            | 109          | 6      | 0      | 0      | 6      | 6      | 243    |
| Totale            | .000      | 3       | 0       | 0       | 3       | 0       | 134     | 3            | 0            | 0            | 3            | 6            | 109          | 6      | 0      | 0      | 6      | 6      | 243    |